# Денят на гнева (разказ)
„Денят на гнева“ е фантастичен разказ на Север Гансовски, публикуван за първи път през 1964 година.

## Сюжет
Внимание:  Текстът по-долу разкрива сюжета на произведението (или части от него)!
Журналистът Бетли, заедно с лесовъда Мелер, пътуват до отдалечен горски район, където живеят отарки – същества, създадени от учени, водени от младия гений Фидлер в резултат на безотговорно изследване. Надарени с човешка интелигентност и приличащи на мечки, те са напълно лишени от всякакъв морал, отарките се оказват страховити същества. Те приличат на кафяви мечки, но са интелигентни и умеят да говорят като хората. Отарките са в състояние да манипулират предмети, но не могат да използват огнестрелно оръжие поради мечешките лапи. Нивото на интелигентност не е по-ниско от човешкото. Те са прагматични и цинични. Те са хищници, които предпочитат сурово месо, канибали и людоеди. Избягали на свобода, отарките унищожили всички хищници (избили мечките и вълците и отровили малките животни), отнели огнестрелното оръжие от местните жители и го унищожили. Престъпните елементи на резервата обслужват отарките, като са главно техни информатори. Мелер е неженен, за разлика от повечето стопани, така че няма от кого да се страхува и убива отарките, ако се опитат да му навредят или заради хората, които се обръщат към него за помощ. В резервата има само около двеста и петдесет отарки, но те еволюират, ставайки все повече и повече като хора.
Пристигайки в лабораторията, където отарките са създадени и избягали, Бетли и Мелер попадат в капана, организиран от отарките. Мелер умира от импровизирана бомба, а Бетли ранен и чакайки смъртта си, три дни по-късно, размишлява за това какво е Човек. Фермерите, осъзнавайки, че защитникът им е мъртъв, изравят заровеното оръжие.
Произведението е предупредителна история за учени, които живеят в техния уединен свят, не познават живота извън своите научни институции и в името на научните си открития са в състояние да продължат най-безотговорния експеримент, без да мислят за последствията.

## Филмова адаптация
- Денят на гнева (филм от 1985 г.)
- „Денят на гнева“ (диафилм, 1979 г.) – детско издание.
- „Ден на гнева“ (филмова лента, 1972 г.)

|  | Тази страница частично или изцяло представлява превод на страницата „День гнева (рассказ)“ в Уикипедия на руски. Оригиналният текст, както и този превод, са защитени от Лиценза „Криейтив Комънс – Признание – Споделяне на споделеното“, а за съдържание, създадено преди юни 2009 година – от Лиценза за свободна документация на ГНУ. Прегледайте историята на редакциите на оригиналната страница, както и на преводната страница, за да видите списъка на съавторите. ВАЖНО: Този шаблон се отнася единствено до авторските права върху съдържанието на статията. Добавянето му не отменя изискването да се посочват конкретни източници на твърденията, които да бъдат благонадеждни. |